# Jan Karski

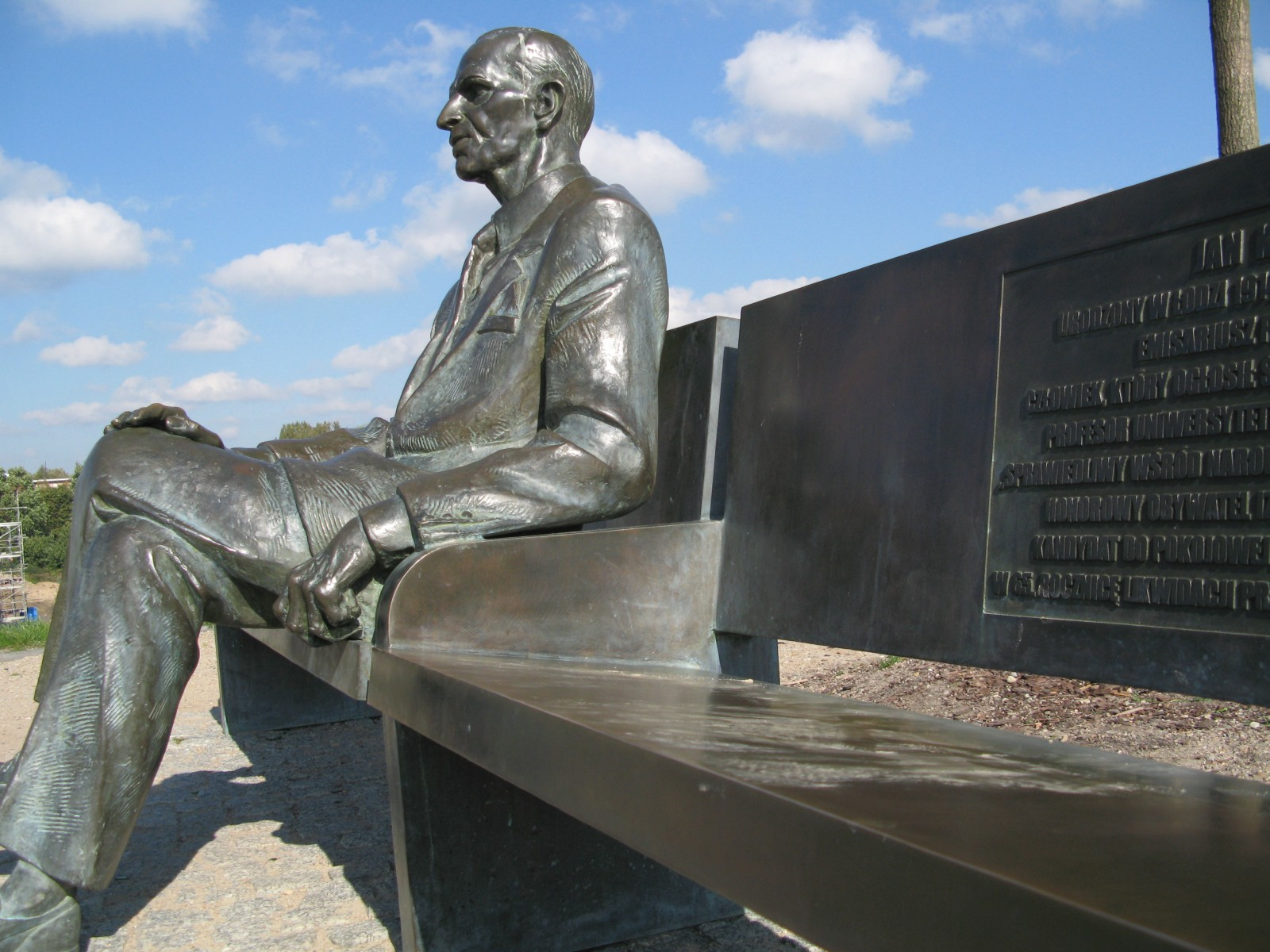
Estatua de Jan Karski en Łódź.

Jan Karski (24 de junio de 1914 – 13 de julio de 2000) fue un miembro de la  Resistencia polaca en la Segunda Guerra Mundial y posteriormente académico en la Universidad de Georgetown. En 1942 y 1943, Karski informó al Gobierno polaco en el exilio y a los Aliados occidentales acerca de la situación durante la Ocupación de Polonia (1939–1945), especialmente la situación del Gueto de Varsovia, y el secreto de los campos de exterminio nazis.

## Biografía
Jan Karski nació como Jan Kozielewski el 24 de junio de 1914, en Łódź, donde fue educado como católico, siguiendo así durante su vida. Creció en un entorno multicultural, donde la mayoría de la población era en aquel tiempo judía. 
Tras graduarse en una Escuela local, Kozielewski se incorporó a la Universidad Jan Kazimierz de Leópolis (en la actual Ucrania) y se graduó en los Departamentos de Derecho y diplomático en 1935. Durante su servicio militar obligatorio sirvió como suboficial para los Oficiales de la Escuela de Artillería Montada en Volodímir-Volinski. Completó su formación entre 1936 y 1938 en diferentes puestos diplomáticos en Alemania, Suiza y el Reino Unido, y se incorporó al Cuerpo Diplomático. Tras un breve periodo, en enero de 1939 comenzó su trabajo en el Ministerio de Asuntos Exteriores de Polonia. Tras el estallido de la Segunda Guerra Mundial, Kozielewski fue movilizado y prestó servicios en un pequeño destacamento de Artillería en el este de Polonia. Hecho prisionero por el Ejército Rojo, consiguió ocultar su verdadero grado y, pretendiendo ser un soldado raso, fue entregado a los alemanes durante un intercambio de prisioneros de guerra polacos, con lo cual se salvó de la masacre de Katyn.

### Resistencia durante la II Guerra Mundial
En noviembre de 1939, en un tren a un campo de prisioneros de guerra en territorio del Gobierno General (la parte de Polonia en manos alemanas), Karski consiguió fugarse y llegar hasta Varsovia. Allí se incorporó al ZWZ (Unión de la Lucha Armada) – el primer movimiento de resistencia en la Europa ocupada y un precedente de la Ejército Nacional (AK). Por aquel tiempo adoptó el nombre de guerra Jan Karski, que después se convertiría en su nombre legal. Otros nombres de guerra que usó durante la Segunda Guerra Mundial fueron Piasecki, Kwaśniewski, Znamierowski, Kruszewski, Kucharski y Witold. En enero de 1940, Karski empezó a organizar misiones de correo con mensajes procedentes de la clandestinidad polaca al Gobierno polaco en el exilio, entonces con base en París. Como correo Karski hizo varios viajes secretos entre Francia, Gran Bretaña y Polonia. Durante una de estas misiones, en julio de 1940, fue detenido por la Gestapo en los montes Tatra en Eslovaquia. Tras sufrir serias torturas, fue transferido finalmente a un hospital en Nowy Sącz, desde donde se lo hizo salir clandestinamente. Tras un breve periodo de rehabilitación, regresó al servicio activo en el Departamento de Información y Propaganda de los Cuarteles Generales del Ejército Nacional.
En 1942, Karski fue elegido por Cyryl Ratajski, el Delegado en el Interior del Gobierno Polaco, para llevar a cabo una misión secreta ante el primer ministro Władysław Sikorski en Londres. Karski había de contactar con Sikorski así como con algunos otros políticos polacos e informarles sobre las atrocidades nazis en la Polonia ocupada. Para reunir pruebas Karski fue introducido en dos ocasiones por dirigentes clandestinos judíos en el Gueto de Varsovia para mostrarle de primera mano lo que estaba pasando con los judíos polacos. Igualmente, disfrazado como guardia ucraniano del campo, visitó lo que pensaba era el Campo de exterminio de Belzec.
En 1942, Karski informó a los gobiernos polaco, británico y de los Estados Unidos sobre la situación en Polonia, especialmente la destrucción del Gueto de Varsovia y el Holocausto en Polonia. También había traído desde Polonia un microfilm con más informaciones desde la clandestinidad sobre el exterminio de los judíos europeos en la Polonia ocupada por los alemanes. El ministro de Asuntos Exteriores polaco, conde Edward Raczyński, hizo llegar a los aliados sobre esta base uno de los más tempranos y más precisos relatos del Holocausto. Una nota del ministro de Exteriores Edward Raczynski titulada El exterminio masivo de judíos en Polonia bajo la ocupación alemana, dirigida a los Gobiernos de las Naciones Unidas el 10 de diciembre de 1942, sería publicada después junto a otros documentos en un folleto ampliamente distribuido.
Karski se reunió con políticos polacos del exilio, incluyendo el primer ministro, así como con miembros de Partidos como el PPS, SN, SP, SL, Bund y Poalei Zion. Habló también con Anthony Eden, el Secretario Británico de Exteriores, e incluyó una exposición detallada sobre lo que había visto en Varsovia y Bełżec. En 1943 en Londres se vio con el entonces muy célebre periodista Arthur Koestler. Entonces viajó a los Estados Unidos e informó al Presidente Franklin D. Roosevelt. Su informe fue un factor importante a la hora de implicar a Occidente. En julio de 1943 Karski informó de nuevo personalmente a Roosevelt sobre la situación en Polonia. Durante su encuentro Roosevelt repentinamente interrumpió la exposición de Karski y preguntó sobre las condiciones que vivían los caballos en la Polonia ocupada.
Karski se reunió con muchos otros dirigentes gubernamentales y cívicos en los Estados Unidos, incluyendo a Felix Frankfurter, Cordell Hull, William Joseph Donovan y Stephen Wise. Frankfurter, escéptico ante el informe de Karski, dijo posteriormente "No dije que él estuviera mintiendo; dije que no podía creerle. Hay una diferencia." Karski presentó su informe a los medios de comunicación, a los obispos de varias confesiones (incluyendo al Cardenal Samuel Stritch), miembros de la industria cinematográfica y artistas de Hollywood, pero sin éxito. En 1944 Karski publicó Courier from Poland: The Story of a Secret State ("Mensajero de Polonia: la historia de un estado secreto"), donde relataba sus experiencias en Polonia durante la guerra. El libro iba inicialmente a ser llevado al cine, pero esto nunca se hizo. El libro resultó ser un éxito importante, con más de 400.000 ejemplares vendidos en los Estados Unidos hasta el fin de la Segunda Guerra Mundial.

### Vida en los Estados Unidos
Tras la Guerra Karski entró en los Estados Unidos y comenzó sus estudios en la Universidad de Georgetown, donde obtuvo un doctorado en 1952. En 1954 Karski se convirtió en ciudadano de los Estados Unidos. Enseñó en la Universidad de Georgetown durante 40 años en las áreas de Asuntos de la Europa del Este, cuestiones comparadas de asuntos gubernamentales e internacionales, llegando a ser uno de los más notables y reconocidos miembros de su Claustro. En 1985 publicó su estudio académico The Great Powers and Poland ("Las grandes potencias y Polonia").
Sus intentos de detener el Holocausto fueron dados a conocer tras 1978, una vez que el cineasta francés Claude Lanzmann recogió sus testimonio para la película de Lanzmann Shoah. La película fue difundida en 1985 y, a pesar de anteriores promesas, [cita requerida] no incluía mención del papel de Karski informando al mundo sobre el Holocausto. En su libro sobre Karski, Wood y Jankowski afirman que Karski entonces escribió un artículo (publicado en inglés, francés y polaco) titulado Shoah, una visión sesgada del Holocausto, donde exigía la producción de otro documental que mostrase la parte que faltaba de su testimonio y la ayuda prestada a los judíos por los Justos entre las Naciones polacos. En 1994 E. Thomas Wood y Stanisław M. Jankowski publicaron Karski: How One Man Tried to Stop the Holocaust ("Karski: Cómo un hombre intentó parar el Holocausto"). 
Tras la caída del comunismo en Polonia en 1989 el papel de Karski en el periodo de la Guerra fue reconocido oficialmente allí. Recibió la Orden del Águila Blanca (la condecoración civil polaca más alta) y la Orden Virtuti Militari (la más alta condecoración militar por el valor en combate). Se casó en 1965 con la bailarina y coreógrafa de 54 años Pola Nirenska, judía polaca (cuya familia entera murió en el Holocausto) que se suicidó en 1992. Karski falleció en Washington D. C. en 2000. No tuvieron hijos.
En una entrevista con Hannah Rosen en 1995 Karski dijo sobre el fracaso a la hora de salvar a los judíos del asesinato en masa: 

Era fácil para los nazis matar judíos, porque lo hicieron. Los Aliados consideraron imposible y demasiado costoso acudir en rescate de los judíos, porque no lo hicieron. Los judíos fueron abandonados por todos los Gobiernos, jerarquías eclesiásticas y sociedades, pero miles de judíos sobrevivieron porque miles de individuos en Polonia, Francia, Bélgica, Dinamarca y Holanda ayudaron a salvar judíos. Ahora todos los Gobiernos e Iglesias dicen "Intentamos ayudar a los judíos", porque están avergonzados y quieren conservar su reputación. No ayudaron, porque seis millones perecieron, pero quienes estaban en los Gobiernos y en las Iglesias sobrevivieron. Nadie hizo lo suficiente.

## Reconocimientos/Legado
Para honrar sus esfuerzos en favor de los judíos de Polonia Karski fue nombrado ciudadano de honor de Israel en 1994. El 2 de junio de 1982 el Yad Vashem designó a Jan Karski como Justo entre las Naciones. Ese mismo año en Jerusalén se plantó un árbol con su nombre en la avenida de los Justos entre las Naciones. 
En 1991 a Karski se le concedió la Medalla Wallenberg de la Universidad de Míchigan. Se han erigido estatuas en honor de Karski en Nueva York en la esquina de la calle 37 y Madison Avenue (renombrada como Esquina Jan Karski) y en los terrenos de la Universidad de Georgetown en Washington D. C. La Universidad de Georgetown, la Universidad Estatal de Oregón, el Baltimore Hebrew College, la Universidad de Varsovia, la Universidad Maria Curie-Skłodowska , y la Universidad de Łódź concedieron a Karski el doctorado honoris causa.

## Rememoración de la misión de Karski
El ministro de Asuntos Exteriores de Polonia Władysław Bartoszewski en su discurso en la ceremonia del 60 aniversario de la liberación del campo de concentración de Auschwitz-Birkenau, el 27 de enero de 2005, dijo: "El movimiento polaco de Resistencia siguió informando y alertando al mundo libre sobre la situación. En el último trimestre de 1942, gracias al emisario polaco Jan Karski y a su misión, y también por otros medios, los Gobiernos del Reino Unido y de los Estados Unidos estuvieron bien informados sobre lo que estaba ocurriendo en Auschwitz-Birkenau."